# Soliera
Soliera é uma comuna italiana da região da Emília-Romanha, província de Modena, com cerca de 13.224 habitantes. Estende-se por uma área de 51 km², tendo uma densidade populacional de 259 hab/km². Faz fronteira com Bastiglia, Bomporto, Carpi, Modena, San Prospero.

## Demografia
| Variação demográfica do município entre 1861 e 2011                               |
|                                                                                   |
| Fonte: Istituto Nazionale di Statistica (ISTAT) - Elaboração gráfica da Wikipedia |

## Cidades-irmãs
- Paiporta, Espanha